# István Horthy
István Horthy, född 9 december 1904 i Pula, död 20 augusti 1942 vid Ilovskoje, var en ungersk ämbetsman.
István Horthy var son till Miklós Horthy. Han ämnade liksom fadern att bli sjömilitär, men hans utbildning vid marinkakademin i Pula avbröts genom Österrike-Ungerns sammanbrott. I stället blev Horthy ingenjör och praktiserade en tid vid Fords fabriker i Detroit, återvände till Ungern och hade där anställning inom olika statsdirigerade affärsföretag. Han intresserade sig särskilt för flygväsendet och var själv en skicklig flygare. 1940 blev han chef för Ungerns statsbanor och samma år ledamot av överhuset. I februari 1942 valde riksdagen Horthy, som dittills inte framträtt politiskt, till faderns ställföreträdare. Alla partier stödde hans val utom pilkorsarna och Béla Imrédys parti, vilka båda nationalradikala grupper ivrigt demonstrerade mot hans upphöjelse. Kort därefter anmälde sig Horthy till krigstjänst vid östfronten som flygare men omkom vid en flygolycka i augusti samma år.